# TrustPort a.s.
TrustPort a.s. — разработчик программного обеспечения в области информационной безопасности со штаб-квартирой в Брно, Чешская Республика. Продукция компании ориентирована на три основных направления компьютерной безопасности и защиты данных. Первым направлением является защита от вирусов, шпионских программ и вредоносных программ в общем. TrustPort реализует собственные антивирусные технологии, с использованием нескольких антивирусных ядер, лицензированных у других производителей. Второе направление — фильтрация нежелательных данных, таких как почтовый спам или веб-сайты с нежелательным содержанием. TrustPort разрабатывает технологии фильтрации, основанные на простых правилах и эвристическом анализе. Третье направление — конфиденциальность и аутентичность данных. В технологии шифрования данных и цифровой подписи используются и симметричные, и асимметричные криптосистемы. Решения от TrustPort предназначены для защиты как отдельных компьютеров, так и для защиты целых сетей.

## История компании

### До основания компании
Предшественницей TrustPort была компания AEC (изначально аббревиатура от Association for Electronics and Computers), основанная в 1991 году. Деятельность AEC распространялась на продажу программного обеспечения и предоставление услуг в сфере защиты данных. Уже в 1993 году компания приступила к разработке собственного программного обеспечения, в дополнение к продукции других производителей. Решения от AEC в 1990-е распространялись под брендом IronWare. Они включали, например, IronWall для шифрования файлов, IronBridge для защиты сетей связи, IronMail для шифрования электронной почты, и IronFolder для автоматического шифрования и дешифрования в указанных папках. Эти ранние продукты определили будущие направления для бренда TrustPort.
Позже программное обеспечение от AEC оформилось в конечном продукте IronWare Security Suite. В сентябре 2000 по соглашению между AEC и Norman ASA, права на IronWare Security Suite, а также команда разработчиков перешли к Norman ASA, и продукт был переименован в Norman Security Suite. AEC продолжала продажу программного обеспечения как бизнес-партнер Norman ASA. В марте 2002 AEC вновь начала продвижение ПО собственной разработки, представив DataShredder, TrustMail и TrustPort Encryption на выставке CeBIT. DataShredder был разработан для необратимого удаления конфиденциальных данных, TrustMail — для шифрования и подписи данных, TrustPort Encryption — для шифрования файлов, которое могло использоваться как на персональных компьютерах, так и на мобильных устройствах.
В январе 2003 года AEC запустил центр сертификации TrustPort, первый центр сертификации в Чехии, поддерживавший технологию цифровой метки времени. В апреле 2003 года была выпущена вторая версия TrustMail, внедрившая технологию меток времени. В 2003 году началась разработка комплексного решения TrustPort Phoenix Rebel Management. Идея заключалась в создании единого программного решения, интегрирующего различные элементы, необходимые для компьютерной безопасности: антивирус, антиспам, межсетевой экран и шифрование. Решение предназначалось для персональных компьютеров и серверов.
К 2005 году была завершена разработка всех компонентов TrustPort Phoenix Rebel Management. Решение изначально было разделено на три главных продукта: TrustPort Phoenix Rebel Workstation; TrustPort Phoenix Rebel Servers, в составе которого шли антивирус-шлюз, антиспам-шлюз и сетевой брандмауэр; и TrustPort Phoenix Rebel Management. Позднее первый продукт стал известен как TrustPort Workstation, второй — TrustPort Gateway. В мае 2007 года AEC представила TrustPort WebFilter, продукт для блокирования нежелательного веб-контента.

### После основания компании
В ноябре 2007 года было подписано соглашение о приобретении AEC компанией Cleverlance. Cleverlance как новый владелец AEC принял стратегическое решение о создании автономной компании из отдела разработок AEC. В марте 2008 года, новая компания была официально внесена в торговый реестр Чешской Республики, под названием TrustPort. Главой стал Йежи Мрнуштик (Jiří Mrnuštík). AEC продолжила продажу продуктов TrustPort в статусе реселлера TrustPort. После выхода TrustPort из состава AEC обе компании — AEC и TrustPort — переехали в новый офис в офисном центре Spielberk в июне 2008 года.
В апреле 2008 года произошли два важных изменения в продуктовой линейке TrustPort. Workstation был переименован в TrustPort PC Security, как альтернатива решениям той же категории от конкурирующих разработчиков. В то же время, TrustPort Antivirus был внедрен в качестве обособленного продукта для пользователей, не нуждающихся в полном пакете решений, а лишь в решении, достаточном для защиты от вредоносного ПО. В ноябре 2008 года на рынок была представлена обновленная линия продуктов, состоящая из TrustPort Antivirus 2009 и TrustPort PC Security 2009. Был обновлен графический интерфейс пользователя, внедрена технология родительского контроля и ряд других функций. Январь 2009 года ознаменовал запуск TrustPort Antivirus USB Edition, который вскоре был переименован в TrustPort USB Antivirus, часть антивирусного программного обеспечения, разработанного специально для защиты флэш-накопителей.
В феврале 2009 года произошли изменения в руководстве компании. Владислав Немец (Vladislav Němec) был назначен новым главным исполнительным директором TrustPort. На протяжении всего года, были подписаны и усилены соглашения о деловом партнерстве с несколькими важными дистрибьюторами по всему миру: в Великобритании, Канаде, Италии, Индии, Мексике, Испании и Франции. В ноябре 2009 года TrustPort Antivirus 2010 и TrustPort PC Security 2010 были выпущены для продажи. В число нововведений были включены функция автоматизированного обновления, расширения для почтовых клиентов и опция выбора языка в любое время. В апреле 2010 года TrustPort Esign Pro Extended дополнила текущий портфель продуктов.
В декабре 2009 года на русский язык было переведено офисом в Казахстане основное решение для защиты информации — TrustPort Antivirus 2010. Это и стало новым шагом для популяризации решения в СНГ. Возглавил этот процесс директор представительства, Станислав Кусков (Stanislav Kuskov).
В целях удовлетворения потребностей различных сегментов пользователей, компания изменила продуктовый портфель в сентябре 2010 года. Для домашних пользователей и малых офисов, были введены три альтернативных продукта вместо прежних двух: TrustPort Antivirus 2011, TrustPort Internet Security 2011 и TrustPort Total Protection 2011. Для среднего и крупного бизнеса было представлено комплексное решение TrustPort Security Elements с четырьмя различными уровнями защиты. TrustPort Security Elements был разработан как комплект программного обеспечения, который будет защищать различные элементы гетерогенной сети.
В первой половине 2011 года был полностью переведён на русский язык интерфейс продуктов линейки @Home (Antivirus, Internet Security, Total Protection) и TrustPort Antivirus for Server. Перевод выполнил российский дистрибутор TrustPort — компания ДинаСофт.
13 июля 2011 года была выпущена обновлённая линейка продуктов 2012. Одним из самых важных новшеств является Application Inspector (Инспектор приложений), позволяющий блокировать вредоносные или подозрительные действия программ в системных областях ОС.
13 октября 2011 года TrustPort представил новый продукт для защиты конфиденциальных данных — TrustPort Tools 2012.
Решение идеально подходит для предприятий и частных лиц, которые хотят дополнить свои антивирусные решения средствами защиты данных. TrustPort Tools 2012 содержит модули для офлайн и онлайн шифрования данных, а также дает возможность безвозвратного удаления конфиденциальных данных без возможности их восстановления.

## Продукция

### TrustPort @home
TrustPort Antivirus — это базовое решение для пользователей ПК для защиты от вирусов, шпионских программ и любого другого вредоносного ПО. Представлен в трех следующих вариантах.
TrustPort Antivirus: сканирование по требованию, сканирование по доступу, постоянная антивирусная защита, превентивный контроль, автоматический контроль съемных носителей, инспектор приложений, автоматическое и ручное обновление.
TrustPort Internet Security — добавлен антиспам и антишпион, веб-сканирование, персональный файервол, возможность родительского контроля и создания мобильного антивируса на съемных носителях.
 TrustPort Total Protection — наиболее совершенный по функциональности вариант, включающий также возможность шифрования виртуальных дисков, архивов, шреддинг, создание загрузочного диска восстановления системы, управление доступом к каталогам.
Поддерживаются платформы Windows 7, Windows Vista, Windows XP, Windows 2000. В настоящее время доступны многоязычные версии продуктов. Язык интерфейса (английский, русский, чешский, итальянский, немецкий, португальский, испанский, польский, венгерский) можно выбрать в процессе установки продукта или поменять позже.

### TrustPort @office
TrustPort Security Elements — корпоративное решение для централизованного управления защитой компьютеров сети, веб-фильтрации, защиты файловых серверов, шифрования и безопасного уничтожения данных. Имеет 4 уровня защиты.
TrustPort eSign Pro — программа для безопасного обмена документами, при котором реципиент получает гарантию происхождения, неприкосновенности и сохранности документа. Включает технологии электронной подписи, шифрования данных и меток времени. Также поддерживает документы формата PDF.
TrustPort Small Business Server — решение для защиты серверов от вредоносного ПО.
TrustPort USB Antivirus — решение для защиты съемных носителей путём установки мобильного антивируса.

### TrustPort @enterprise
TrustPort Net Gateway обеспечивает защиту периметра корпоративной сети от вредоносного ПО и спама.
TrustPort Net Gateway содержит антивирус, многоуровневый антиспам, антишпион, веб-фильтр, и обеспечивает безопасность периметра корпоративной сети.
TrustPort WebFilter блокирует посещение сетевыми пользователями нежелательных и опасных веб-сайтов, несанкционированную загрузку файлов. В состав TrustPort WebFilter входит веб-фильтрация, за счет чего обеспечивается оптимизация интернет-соединений.

### Другие решения
TrustPort Tools 2012 содержит модули для шифрования данных, а также предоставляет возможность безвозвратного удаления конфиденциальных данных без возможности их восстановления.
TrustPort Certification Authority — серверное программное обеспечение для выпуска, проверки и аннулирования цифровых сертификатов.
TrustPort Timestamp Authority — серверное программное обеспечение для выпуска меток времени, подтверждающих существование документа в определенный момент времени.
TrustPort PKI SDK — набор инструментов для создания и изменения приложений посредством изначальной инфраструктуры открытых ключей (PKI).

## Независимые тесты
Решения от TrustPort регулярно проходят тестирование независимых лабораторий и получают награды. В октябре 2006 года TrustPort Antivirus прошёл тест Virus Bulletin, по результатам которого в первый раз получил награду VB100. В том же месяце по результатам теста AV-Comparatives была получена первая награда AV-Comparatives Advanced+. В феврале 2009 TrustPort PC Security тестировался PC Security Labs и впервые получил PC Security Labs Excellent. В январе 2010, West Coast Labs тестировал TrustPort Antivirus. По результатам продукт получил награду Checkmark в двух категориях.
В 2011 году TrustPort Antivirus участвовал в тестировании Virus Bulletin три раза. Тестирование проводилось на платформах Windows XP Professional (апрель), Windows Server 2008 R2 (июнь) и Windows Vista SP2 x64 Business (август). На всех платформах TrustPort Antivirus показал наилучший уровень детектирования без ложных срабатываний.